# El siglo pitagórico
El siglo pitagórico es una novela de Antonio Enríquez Gómez publicada en Ruan en 1644, mezcla de picaresca y fantasía.
Adoptando la idea de la metempsicosis pitagórica el autor se propuso presentar, en vez de un pícaro que sirve a muchos amos, un alma encarnada en varios cuerpos. A la concepción de un pícaro invariable siempre se añadió la de este nuevo personaje que realizando un ciclo análogo de mudanzas se va desenvolviendo gradualmente hasta llegar a la virtud. La obra se basa en una visión que tiene el narrador, que dormido recibe la visita de Pitágoras, quien le manda abandonar su cuerpo presente y marchar en busca de otro. Cada encarnación por una décima o soneto que explica la transición a la siguiente.
Esta obra tiene relación con las obras picarescas, pues no solo nos muestra una base fantástica del artificio de la literatura española, basada en el servicio a diversos amos, sino que presenta en la quinta transmigración un cuento picaresco fragmentario en prosa, que ocupa más de la tercera parte de libro, titulado La vida de don Gregorio Guadaña, falto de plan y de invención y de estilo chabacano.